# Agrilus confinis
Agrilus confinis é uma espécie de inseto do género Agrilus, família Buprestidae, ordem Coleoptera.
Foi descrita cientificamente por Faldermann, 1835.